# Eunice Bowman
Eunice Bowman (nascida Crook; 23 de agosto de 1898 – 16 de julho de 2010) foi uma supercentenária  britânica que viveu aos 111 anos e 327 dias, e foi a pessoa mais velha do Reino Unido após a morte de Florrie Baldwin em 8 de maio 2010.